# Andre Ward
Andre Ward (San Francisco, California, 23 de febrero de 1984) es un exboxeador profesional estadounidense, fue campeón mundial semipesado de la WBA (Super), de la IBF, de la WBO y de The Ring. Además fue campeón supermediano de la WBA, del WBC y de The Ring. Fue medalla de oro en los Juegos Olímpicos de 2004 de Atenas al derrotar al bielorruso Magomed Aripgadjiev. Fue elegido como boxeador del año por The Ring en 2011,  siendo el primer estadounidense en ganar el premio desde Floyd Mayweather, Jr. (2007). Ese mismo año también le concedieron el Premio Sugar Ray Robinson, otorgado por la BWAA al mejor boxeador del año. En 2017 fue considerado por la revista The Ring como el mejor boxeador libra por libra de la actualidad.

## Biografía

### Primeros años
Andre creció en el Este de la Bahía de San Francisco cerca del barrio Hayward, donde estudió de joven en varios institutos. En su última época de instituto en el Hayward High School, empezó a practicar fútbol americano, pero luego entrenó en un gimnasio de boxeo de Oakland. Cuando tenía 17 años, entabló gran amistad con el boxeador Andre Dirrell.

### Carrera profesional
Hizo su debut profesional el 18 de diciembre de 2004 ganando a Chris Molina por un KO Técnico en la segunda ronda. Su segunda pelea fue en febrero de 2005 contra Kenny Kost al que venció por una decisión unánime.
En el año 2008, varias peleas después y con un récord de 15-0, Ward consiguió su primer cinturón al lograr vencer a Jerson Revelo, por el título de peso supermediano de la Organización Norteamericana de Boxeo (NABO). En el 2009, retuvo este título en dos ocasiones y también ganó el cinturón de la Federación Norteamericana de Boxeo (NABF).
Siguiendo en el año 2009, tuvo su primera oportunidad de un título mundial, el de la Asociación Mundial de Boxeo, cuando se enfrentó al danés Mikkel Kessler, derrotándolo en una decisión técnica en el undécimo asalto de los doce programados.
Tras defender el campeonato en tres ocasiones, se enfrentó el 17 de diciembre de 2011 a Carl Froch, en un combate por los títulos de la WBA, WBC y The Ring del peso supermediano, en lo que será la final del Super Six World Boxing Classic. Finalmente, Ward ganó el combate por una decisión unánime (115–113, 115–113 y 118–110), ganando los cinturones vacantes de The Ring y de la WBA, y reteniendo el campeonato de la WBC.
El 8 de septiembre de 2012, se enfrentó al campeón del WBC de categoría semipesada, Chad Dawson, en el Oracle Arena de Oakland. Ward, que partía como favorito en esta pelea, realizaba su primera defensa de los títulos peso supermediano de la WBA, del WBC y de The Ring. En los dos primeros asaltos, solo surgieron breves intercambios entre ambos púgiles, pero en la tercera y cuarta ronda, Ward mandó a la lona a Dawson que estuvo a punto de llegar al conteo de 10. En los siguientes asaltos, Dawson aguantó la acometida de golpes, pero ya en el décimo asalto, el árbitro paró la pelea decretando como vencedor a Ward por KO Técnico.
El 21 de septiembre anunció sorpresivamente su retiro

## Récord profesional
| 32 Ganadas (16 KOs), 0 Derrotas |        |                  |      |              |            |                                                          | |
| Res.                            | Record | Oponente         | Tipo | Rd., Tiempo  | Datos      | Localidad                                                | Notas |
| G                               | 1–0    | Chris Molina     | TKO  | 2 (4)        | 2004-12-18 | Staples Center, Los Angeles                              | Debut profesional. |
| G                               | 2–0    | Kenny Kost       | UD   | 6            | 2005-02-10 | Palace Indian Gaming Center, Lemoore, California         | |
| G                               | 3–0    | Roy Ashworth     | DQ   | 3 (6)        | 2005-04-07 | Pechanga Resort & Casino, Temecula, California           | |
| G                               | 4–0    | Ben Aragon       | TKO  | 3 (6)        | 2005-06-18 | FedEx Forum, Memphis, Tennessee                          | |
| G                               | 5–0    | Christopher Holt | RTD  | 3(6)         | 2005-08-18 | HP Pavilion, San Jose, California                        | |
| G                               | 6–0    | Glenn LaPlante   | KO   | 1 (6)        | 2005-10-01 | St. Pete Times Forum, Tampa, Florida                     | |
| G                               | 7–0    | Darnell Boone    | UD   | 6            | 2005-11-19 | Rose Garden, Portland, Oregón                            | |
| G                               | 8–0    | Kendall Gould    | UD   | 6            | 2006-02-23 | Tachi Palace Hotel & Casino, Lemoore, California         | |
| G                               | 9–0    | Andy Kolle       | RTD  | 6 (8)        | 2006-04-29 | Foxwoods Resort, Mashantucket, Connecticut               | |
| G                               | 10–0   | Derrick Findley  | UD   | 6            | 2006-11-16 | HP Pavilion, San Jose, California                        | |
| G                               | 11–0   | Julio Jean       | TKO  | 3 (8)        | 2007-03-29 | HP Pavilion, San Jose, California                        | |
| G                               | 12–0   | Dhafir Smith     | TKO  | 6 (8)        | 2007-05-17 | Tachi Palace Hotel & Casino, Lemoore, California         | |
| G                               | 13–0   | Francisco Diaz   | TKO  | 3 (8)        | 2007-07-14 | Home Depot Center, Carson                                | |
| G                               | 14–0   | Roger Cantrell   | TKO  | 5 (10)       | 2007-11-16 | Beausejour Cricket Ground, Gros Islet, Saint Lucia       | |
| G                               | 15–0   | Rubin Williams   | TKO  | 7 (10)       | 2008-03-20 | HP Pavilion, San Jose, California                        | |
| G                               | 16–0   | Jerson Ravelo    | TKO  | 8 (12)       | 2008-06-20 | Royal Watler Cruise Terminal, Georgetown, Cayman Islands | Gana título vacante OMB NABO peso supermediano. |
| G                               | 17–0   | Esteban Camou    | TKO  | 3 (10)       | 2008-12-13 | Morongo Casino, Resort & Spa, Cabazon, California        | |
| G                               | 18–0   | Henry Buchanan   | UD   | 12           | 2009-02-06 | Tachi Palace Hotel & Casino, Lemoore, California         | Retiene título OMB NABO y gana título vacante NABF peso supermediano.                                                                                                 |
| G                               | 19–0   | Edison Miranda   | UD   | 12           | 2009-05-16 | Oracle Arena, Oakland, California                        | Retiene título OMB NABO y NABF peso supermediano. |
| G                               | 20–0   | Shelby Pudwill   | TKO  | 3 (10)       | 2009-09-12 | Pechanga Resort & Casino, Temecula, California           | |
| G                               | 21–0   | Mikkel Kessler   | TD   | 11 (12)      | 2009-11-21 | Oracle Arena, Oakland, California                        | Gana título WBA (Super) peso supermediano. |
| G                               | 22–0   | Allan Green      | UD   | 12           | 2010-06-19 | Oracle Arena, Oakland, California                        | Retiene título WBA (Super) peso supermediano. |
| G                               | 23–0   | Sakio Bika       | UD   | 12           | 2010-11-27 | Oracle Arena, Oakland, California                        | Retiene título WBA (Super) peso supermediano. |
| G                               | 24–0   | Arthur Abraham   | UD   | 12           | 2011-05-14 | Home Depot Center, Carson, California                    | Retiene título WBA (Super) peso supermediano. |
| G                               | 25–0   | Carl Froch       | UD   | 12           | 2011-12-17 | Boardwalk Hall, Atlantic City, Nueva Jersey              | Retiene el Título Mundial de la Super WBA y gana los Títulos Mundiales del WBC y vacante de The Ring en el peso supermediano. Gana el Super Six World Boxing Classic. |
| G                               | 26–0   | Chad Dawson      | TKO  | 10(12)       | 2012-09-08 | Oracle Arena, Oakland, California                        | Retiene los Títulos WBA (Super), del WBC y de The Ring en el peso supermediano.                                                                                       |
| G                               | 27–0   | Edwin Rodríguez  | UD   | 12           | 2013-11-16 | Citizens Business Bank Arena, Ontario, California        | Retiene los Títulos WBA (Super), en el peso supermediano. |
| G                               | 28–0   | Paul Smith       | TKO  | 9 (12)       | 2015-06-20 | Oracle Arena, Oakland, California                        | Pelea en semipesado. |
| G                               | 29–0   | Sullivan Barrera | UD   | 12           | 2016-03-26 | Oracle Arena, Oakland, California                        | Pelea en semipesado. |
| G                               | 30–0   | Alexander Brand  | UD   | 12           | 2016-08-06 | Oracle Arena, Oakland, California                        | Pelea en semipesado. |
| G                               | 31–0   | Sergey Kovalev   | UD   | 12           | 2016-11-19 | T-Mobile Arena, Las Vegas, Nevada                        | Gana los Títulos Mundiales de la Super WBA, de la IBF y de la WBO de la división semipesado.                                                                          |
| G                               | 32–0   | Sergey Kovalev   | TKO  | 8 (12), 2:29 | 2017-06-17 | Mandalay Bay Hotel & Casino, Las Vegas, Nevada           | Retiene los Títulos Mundiales de la Super WBA, de la IBF y de la WBO. Gana el Título vacante de The Ring en la división semipesado.                                   |